# Репецкий сельсовет
Репе́цкий сельсовет — муниципальное образование со статусом сельского поселения в Мантуровском районе Курской области Российской Федерации.
Административный центр — хутор Заосколье.

## История
Статус и границы сельсовета установлены Законом Курской области от 21 октября 2004 года № 48-ЗКО «О муниципальных образованиях Курской области».
Законом Курской области от 26 апреля 2010 года № 26-ЗКО в состав сельсовета включены населённые пункты упразднённого Зареченского сельсовета.

## Население
| 2002  | 2010  | 2012  | 2013  | 2014  | 2015  | 2016  |
| ----- | ----- | ----- | ----- | ----- | ----- | ----- |
| 904   | ↗1237 | ↘1184 | ↘1146 | ↘1128 | ↘1104 | ↘1090 |
| 2017  | 2018  | 2019  | 2020  | 2021  |       |       |
| ↘1059 | ↘1034 | ↘1003 | ↘973  | ↗974  |       |       |

## Состав сельского поселения
| №  | Населённый пункт | Тип населённого пункта        | Население |
| -- | ---------------- | ----------------------------- | --------- |
| 1  | Александровка    | деревня                       | ↘10       |
| 2  | Безлепкино       | село                          | ↗147      |
| 3  | Заосколье        | хутор, административный центр | ↘240      |
| 4  | Заречье          | село                          | ↘332      |
| 5  | Криволаповка     | деревня                       | ↗76       |
| 6  | Кулига           | хутор                         | ↘28       |
| 7  | Луговка          | хутор                         | ↘74       |
| 8  | Петровский       | хутор                         | ↘14       |
| 9  | Разбираевка      | деревня                       | ↘64       |
| 10 | Репец            | село                          | ↘96       |
| 11 | Савиловка        | хутор                         | ↗54       |
| 12 | Угол             | хутор                         | ↘102      |